# Epirrhoe medeifascia
Epirrhoe medeifascia là một loài bướm đêm trong họ Geometridae.